# Xã Smyrna, Quận Jefferson, Indiana
Xã Smyrna (tiếng Anh: Smyrna Township) là một xã thuộc quận Jefferson, tiểu bang Indiana, Hoa Kỳ. Năm 2010, dân số của xã này là 1.096 người.